# Hwajeon

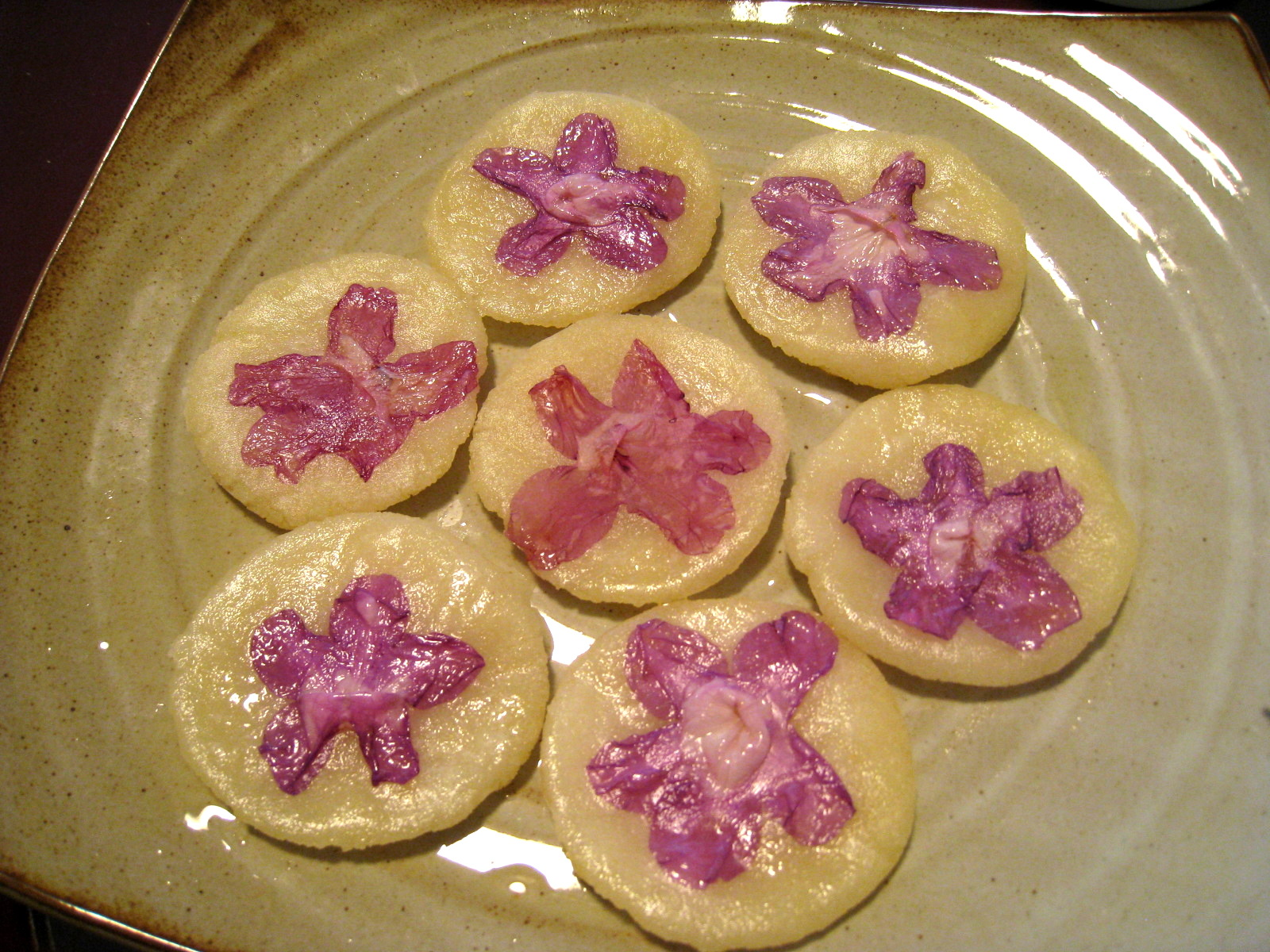
Hwajeon mit Rhododendron

Hwajeon (kor. 화전, Hanja 花煎) ist eine traditionelle koreanische Speise. Sie besteht hauptsächlich aus Reismehl, welches zu Reiskuchen (tteok) verarbeitet wird und dann als Pfannkuchen in der Pfanne gebraten wird. Diese Pfannkuchen werden dann noch mit einer essbaren Blume (meist Chrysanthemen oder Rhododendron) verziert, die mitgebraten wird. Oft werden Hwajeon zum Frühlingsfest bzw. zum Herbstfest gegessen, wobei beim Herbstfest natürlich nur Herbstblumen auf den Kuchen kommen.